# Dmitri Vrubel

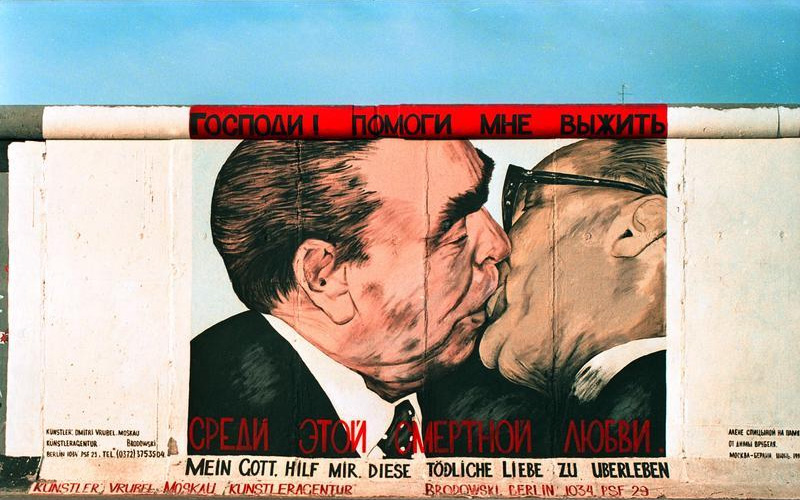
Mein Gott, hilf mir diese tödliche Liebe zu überleben

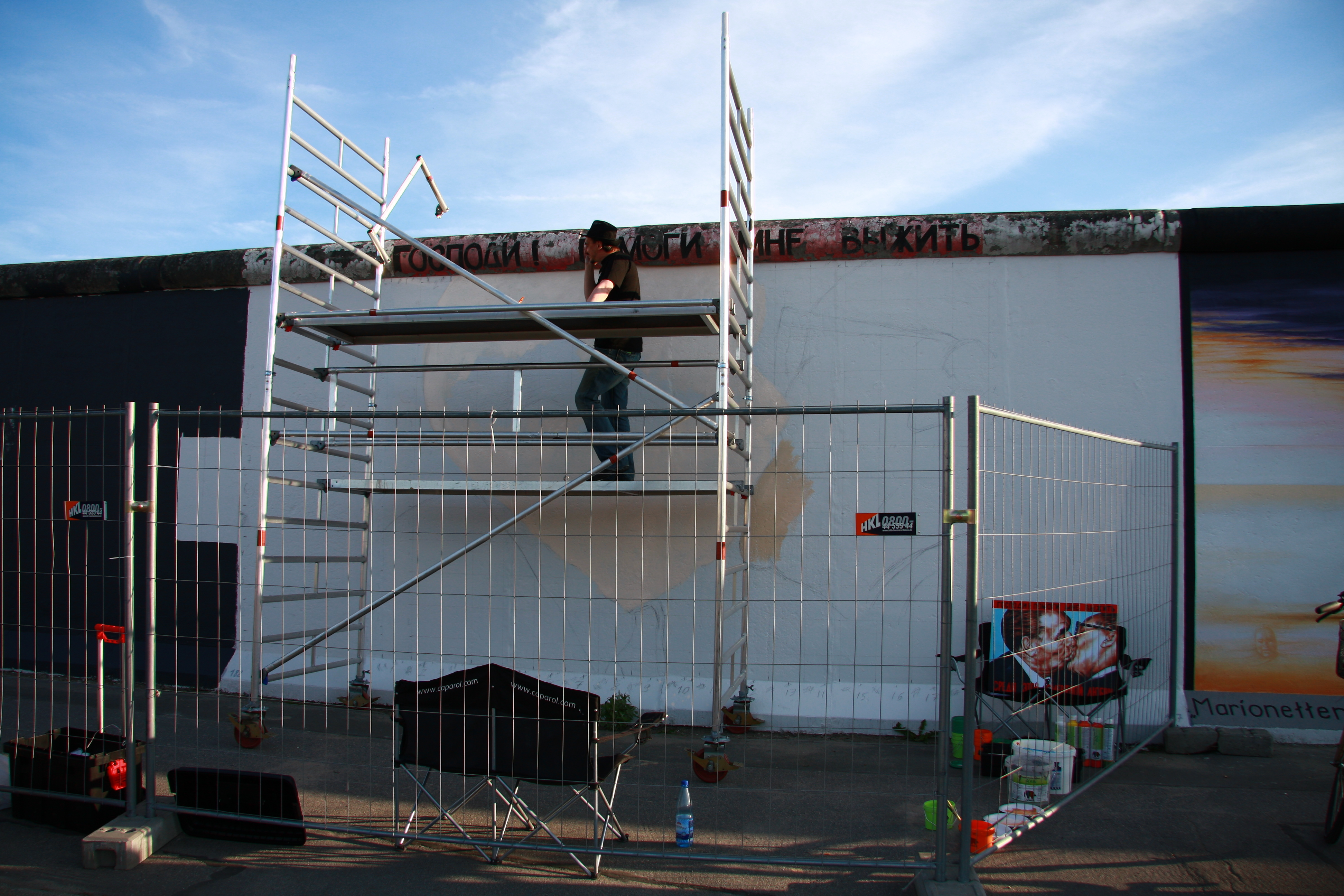
Vrubel durante a restauração.

Dmitri Vladimirovich Vrubel (russo: Дмитрий Владимирович Врубель) (Moscou, 14 de julho de 1960 — Berlim, 14 de agosto de 2022) foi um pintor russo, mais conhecido pela sua pintura no East Side Gallery "Meu Deus, Ajuda-me a Sobreviver a Este Amor Mortal", descrevendo o beijo dos líderes comunistas Leonid Brezhnev (União Soviética) e Erich Honecker (República Democrática Alemã). A pintura foi inspirada no beijo que os líderes efetuaram em 1979, durante a celebração dos 30 anos da Alemanha Oriental. Em 2009, a pintura foi destruída pelas autoridades, no entanto, foi novamente pintada por Vrubel.
Em 2001, ele e sua esposa, Viktoria Timofeyeva, criaram uma edição limitada de um calendário em grande formato contendo retratos do presidente russo Vladimir Putin, chamado "Os 12 humores de Putin". Cada página do calendário possui uma diferente imagem de Putin. O projeto tornou-se um inesperado sucesso entre a população russa.
Seu sobrenome é uma russificação do sobrenome comum polonês Wróbel.

## Morte
Dmitri morreu no dia 14 de agosto de 2022, aos 68 anos, em Berlim, Alemanha.